# Słupsk Ryczewo
Słupsk Ryczewo – nieistniejący już przystanek kolejowy w dzielnicy Ryczewo w Słupsku, w województwie pomorskim, w Polsce.